# Lejb Najdus

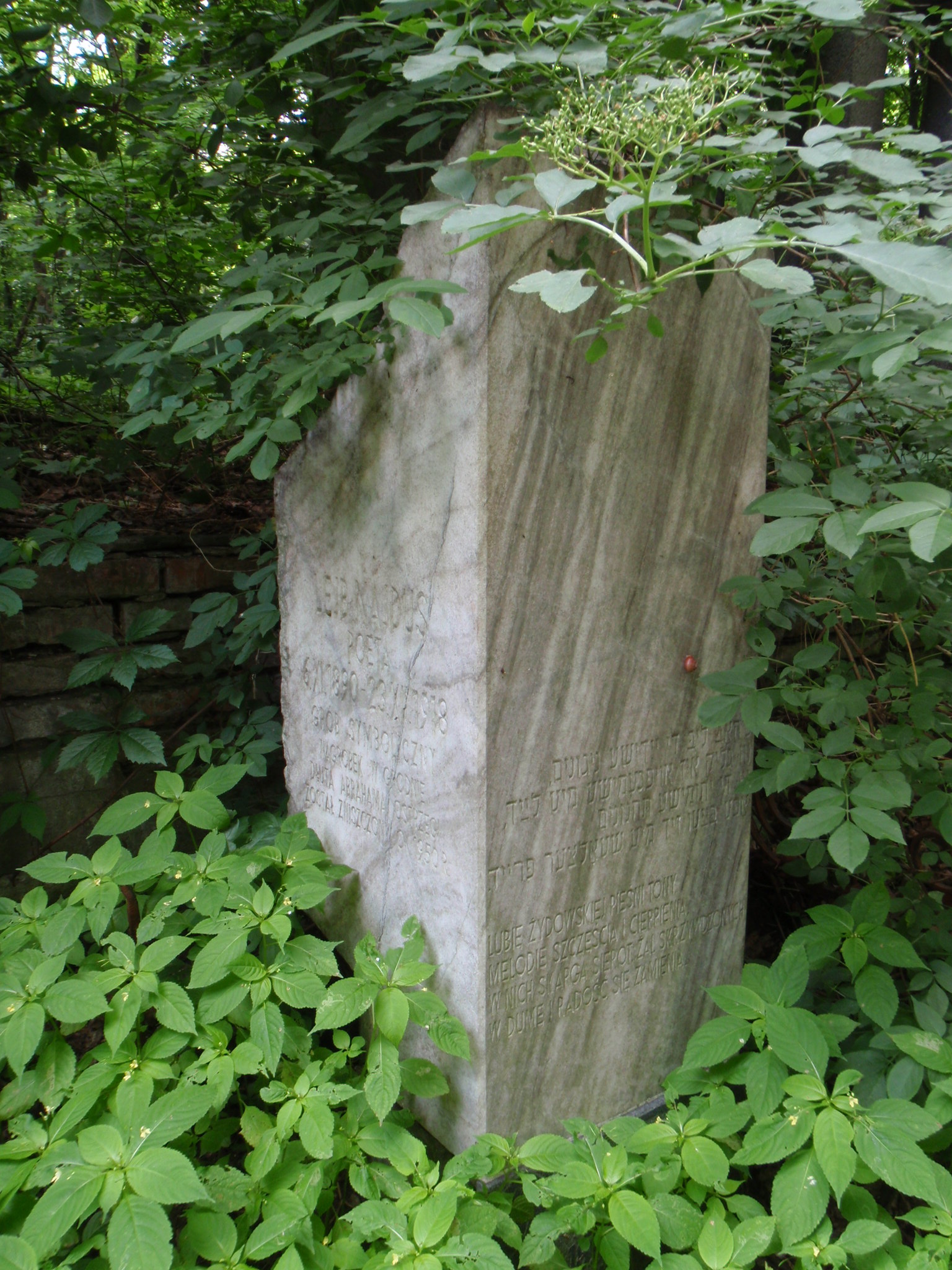
Symboliczny grób Lejba Najdusa na cmentarzu żydowskim w Warszawie

Lejb (Leon) Najdus (jid. לייב נײַדוס; ur.  25 października?/6 listopada 1890 w Grodnie, zm. 23 grudnia 1918 tamże) – żydowski poeta piszący w języku jidysz. 

## Życiorys
Urodził się w inteligenckiej rodzinie żydowskiej. Od dzieciństwa posługiwał się kilkoma językami. Już w młodości przyjął poglądy lewicowe. Pierwszy wiersz napisał w języku hebrajskim w wieku 10 lat, niedługo później zaczął pisać po rosyjsku i polsku. W języku jidysz debiutował w 1907 na łamach warszawskiej gazety „Roman Cajtung”. Szybko rozpoczęła się błyskotliwa kariera młodego poety – publikował w warszawskich, grodzieńskich i wileńskich czasopismach. Od 1911 pracował w miesięczniku „Lebn un Wisnszaft”. Zajmował się tłumaczeniem na język jidysz najwybitniejszych twórców literatury światowej jak Charles Baudelaire, Heinrich Heine, Alfred de Musset, Edgar Allan Poe, Aleksander Puszkin. Był autorem głośnego wiersza Dos lid fun szklaf (z jid. Pieśń niewolnika). Za życia poety ukazały się dwa jego tomiki Lider (z jid. Wiersze) oraz Di flejt fun Pan (z jid. Fletnia Pana). 
Zmarł na serce na skutek osłabienia po dyfterycie. Został pochowany na cmentarzu żydowskim w Grodnie. Jego nagrobek, dłuta Abrahama Ostrzegi, został zniszczony około 1950 roku. Jego symboliczny nagrobek wystawiony w 1990 staraniem Fundacji Shalom i Społecznego Komitetu Opieki nad Cmentarzami i Zabytkami Kultury Żydowskiej znajduje się na cmentarzu żydowskim przy ulicy Okopowej w Warszawie. Autorami pomnika są Władysław Klamerus i Hanna Szmalenberg. Już po śmierci poety opublikowano jego tomiki Intime nigunim (z jid. Intymne melodie), Poemes (z jid. Poematy) i Litwisze arabeskn (z jid. Litewskie arabeski) oraz poemat Di erd erwacht (z jid. Ziemia się budzi).
Był stryjem Walentyny Najdus.